# Philippe Galle
Pour les articles homonymes, voir Galle.
Pour les autres membres des familles, voir Cornelius Galle l'Ancien, Théodore Galle et Cornelius Galle le Jeune.
Philippe Galle, Philipp, Philip ou Philips, est né à Haarlem en 1537 et mort à Anvers en mars 1612. C'est un graveur flamand, membre d'une célèbre famille de graveurs. Il a pratiqué la gravure sur cuivre, le dessin, le commerce de gravures, l'édition et l'écriture. 

## Biographie
Philippe Galle est l’un des plus importants burinistes et éditeurs des écoles flamande et hollandaise de la seconde moitié du XVIe siècle. 
Après un apprentissage de graveur sur cuivre à Haarlem, il voyage dans les Pays-Bas du Sud, en France et en Allemagne, et se fixe à Anvers où il rejoint, en 1557, la maison d’édition de l’artiste, imprimeur et marchand d’estampes Jérôme Cock dont il prend la succession en devenant l’un des principaux graveurs de son contemporain Pieter Brueghel l'Ancien notamment pour la série des Sept péchés capitaux. Il devient ensuite le graveur de Maarten van Heemskerck.
À partir de 1563, il possède son propre atelier, grave de nombreuses estampes d'après Maarten de Vos et Jan van der Straet. Ses fils, Théodore et Cornelis, y travaillent ainsi que son beau-fils, Adriaen Collaert, les frères Wierix, Hendrick Goltzius, Crispin de Passe l'Ancien et d'autres membres de la famille Collaert.
Il est reçu au sein de la guilde de Saint-Luc en qualité de graveur et se marie en juin 1569 avec Catherine de Rollant. Reçu bourgeois d'Anvers en juillet 1571, Christophe Plantin imprime fréquemment pour lui.
Au centre de la production de gravures anversoise, Philippe Galle compte parmi ses élèves Jean-Baptiste Barbé, Jean Collaert (II),  Cornelis Galle (I), Théodore Galle, Hendrik Goltzius, Cornelius de Hooghe, Charles van Mallery, Pierre Nagel.   
Il meurt à Anvers âgé de 75 ans, le 12 mars 1612. Ses fils Corneille et Théodore Galle lui succèdent.

## Œuvre
Philippe Galle est un dessinateur, graveur, imprimeur en taille-douce, éditeur et marchand d'estampes, de cartes géographiques et d'atlas. Il grave d’après nature un grand nombre de ses contemporains humanistes, parmi lesquels Vésale, Erasme, Guillaume Budé ou Thomas More. Il s’illustre ainsi comme l’un des premiers auteurs de recueils de portraits d’hommes savants du XVIe siècle.
Son atelier est au centre de la production de gravures anversoise. Philippe Galle a réalisé quelques-unes de ses œuvres les plus admirables sur des projets de Pieter Brueghel l'Ancien (L'Alchimiste, 1558 ou Fortitude vers 1560), de Jan van der Straet, de Maarten van Heemskerck (Les Saisons), de Franz Floris (Les Filles de Loth) et de Gillis Congnet (Aenevm Saecvlvm et les quatre ages de l'humanité, 1575) mais aussi
- En 1576, SEPTEM NOVAE LEGIS SACRAMENTA, BAPTISMUS, CONFIRMATIO, POENITENTIA, EVCHARISTIA, EXTREMA VNCTIO, ORDO, ET MATRIMONIUM (...), 8 planches, burin.
- Marcus Gheeraerts dessine une série des quatre parties du monde gravée par Philippe Galle. La série comporte une estampe intitulée Europa gravée vers 1571[5].
- Une esquisse des vertus, de l'esprit, du corps et des émotions de 43 figures allégoriques gravées par Théodore Galle sont éditées par Philippe Galle en 1579[5].
- Une carte de la province de Luxembourg est gravée en 1583 par Philippe Galle pour Abraham Ortelius et publié par Christophe Plantin avec une réédition en 1602[6].

## Galerie

Quelques œuvres de Philippe Galle
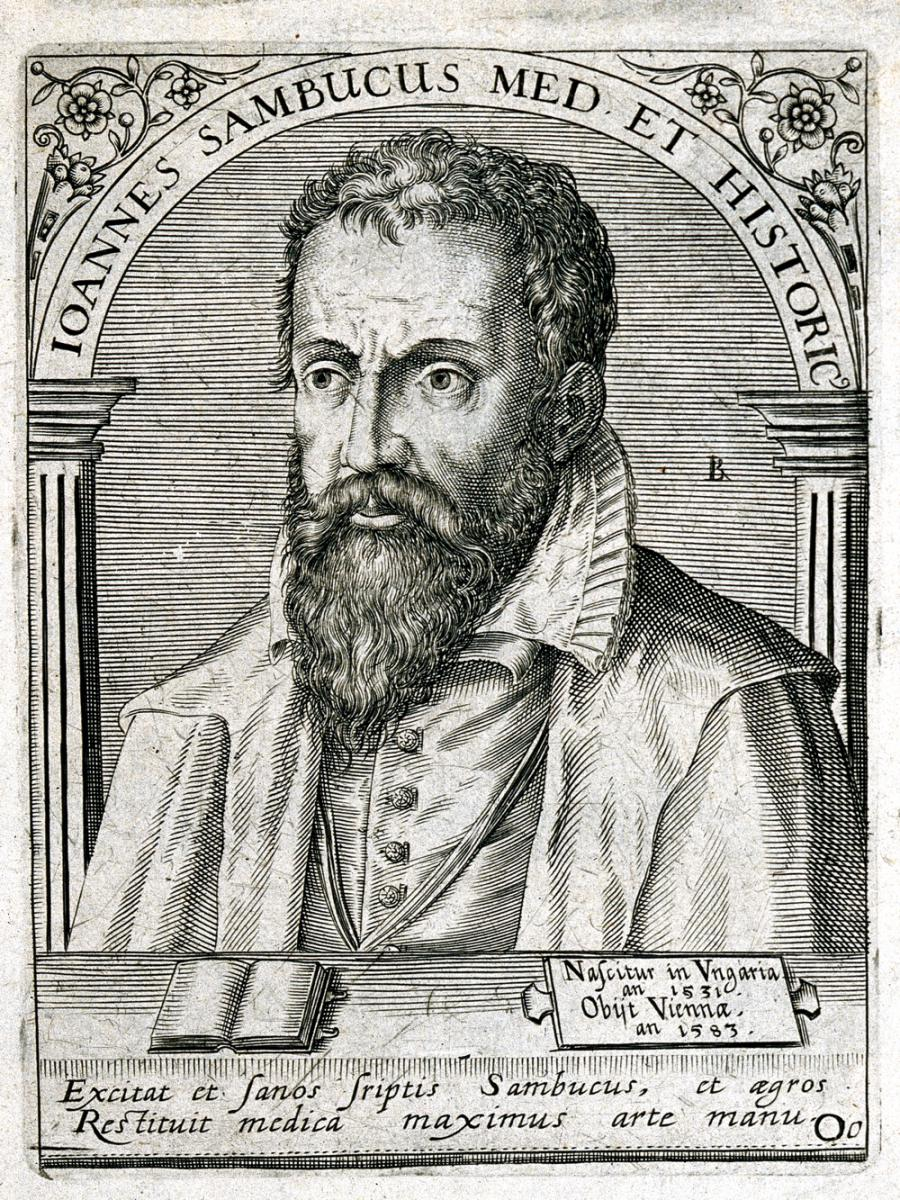
Johannes Sambucus (1572)
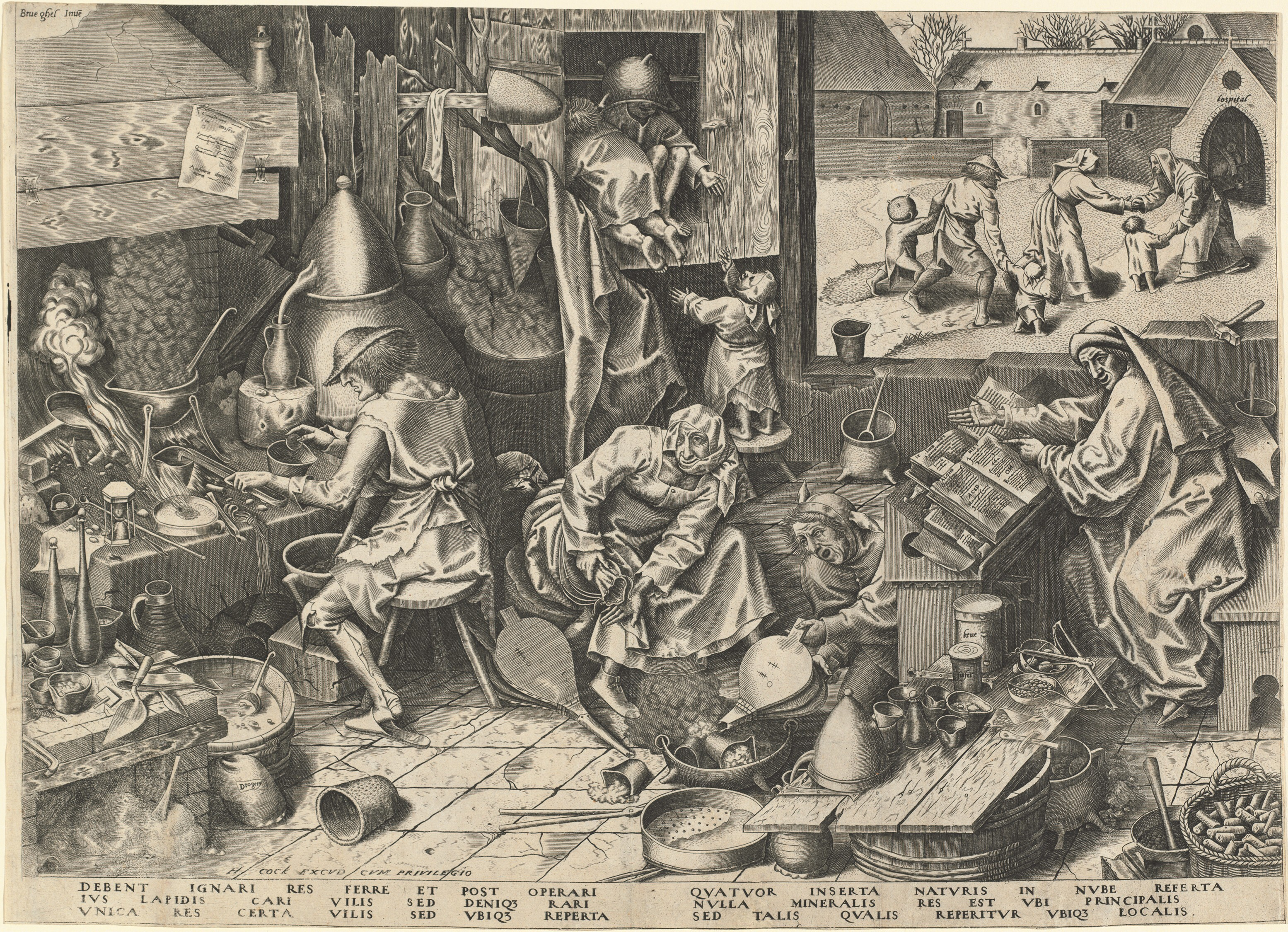
L'alchimiste gravé par P. Galle d'après  Pieter Brueghel l'Ancien
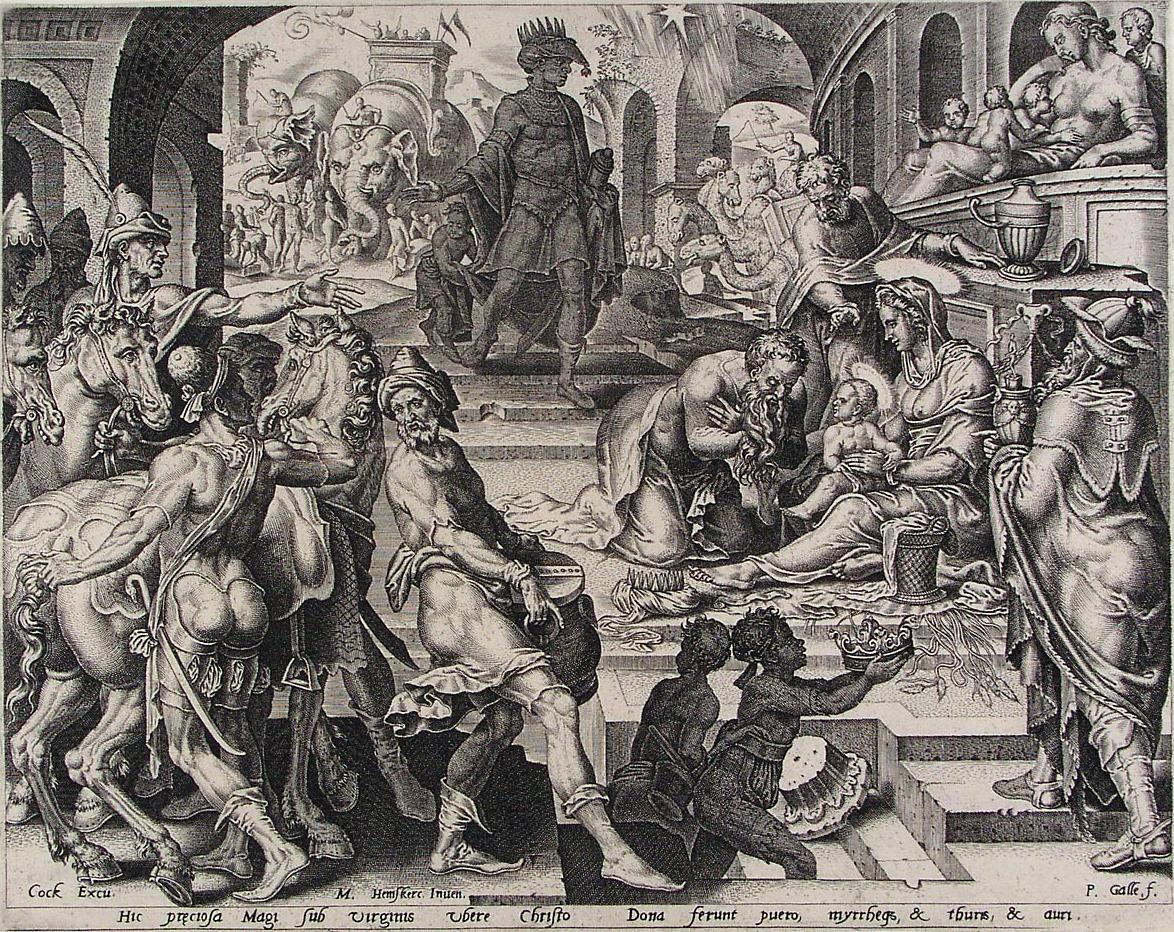
L’adoration des mages d'après Maarten van Heemskerck
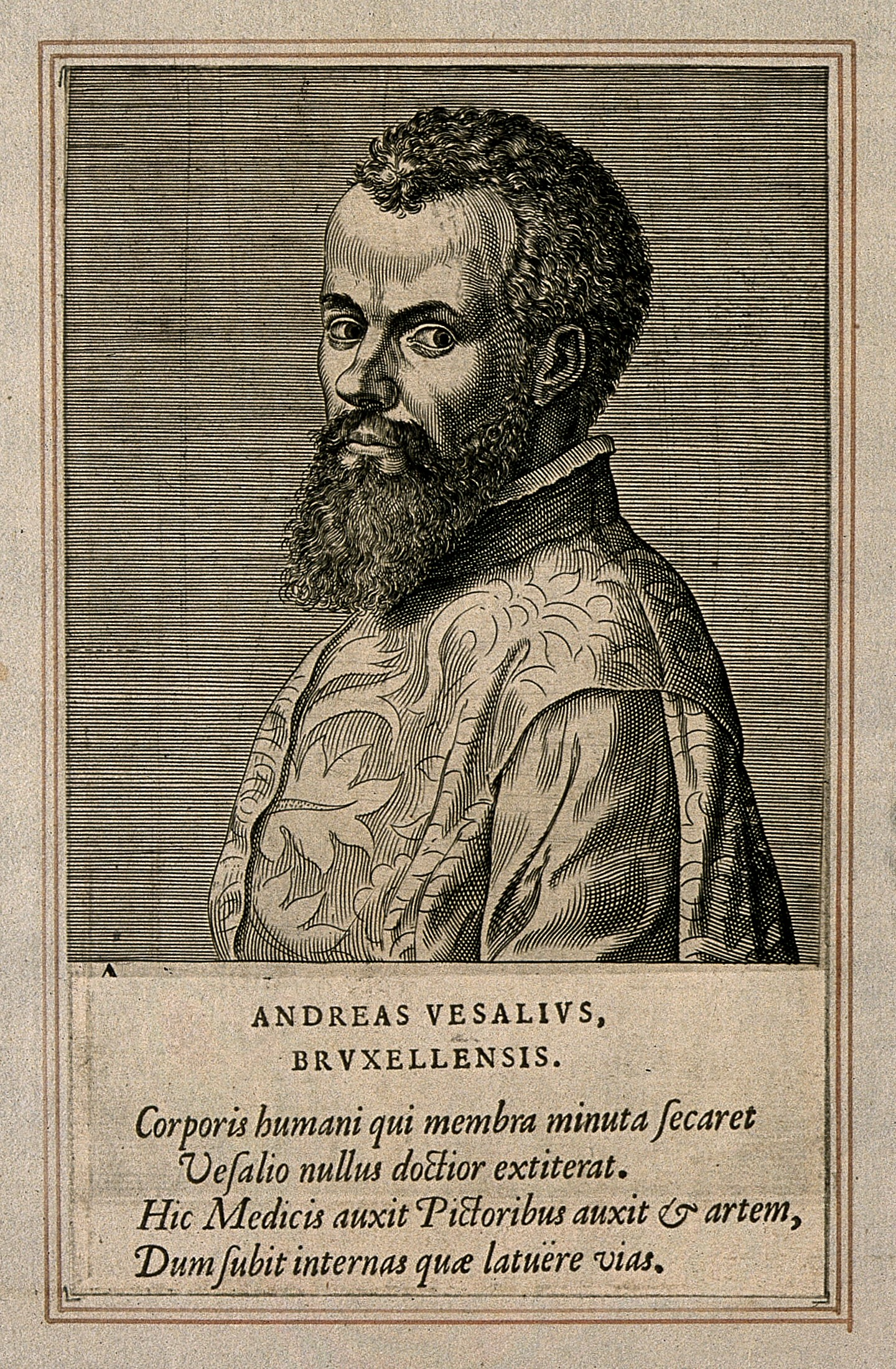
André Vésale